# Bansgraben
Der Bansgraben ist ein ca. 220 Meter langer, teilweise verrohrter Graben in Hamburg-Niendorf. Er gehört zum Einzugsgebiet des Schippelsmoorgrabens.

## Verlauf
Er beginnt am Turonenweg und verläuft zwischen Wohnhäusern nach Südosten, nach ca. 60 Metern unterirdisch weiter nach Südwesten und nach ca. 60 Metern weiter oberirdisch zwischen Wohnhäusern, bis er nach ca. 100 Metern in ein Regenwassersiel (R-Siel) mündet.
Er gehört zum Einzugsgebiet des Schippelsmoorgrabens. 